# Ione (Kalifornien)
Ione ist eine Stadt im Amador County in der Sierra Nevada im US-Bundesstaat Kalifornien mit 5141 Einwohnern (Stand: 2020).

## Geographie
Die Stadt liegt ca. 20 Kilometer südöstlich von Rancho Murieta und 90 Kilometer südöstlich von Sacramento, außerdem 70 Kilometer nordöstlich von Stockton und 150 Kilometer nordöstlich von San Francisco. Die California State Route 124 und die California State Route 104 verlaufen durch die Stadt.

## Geschichte

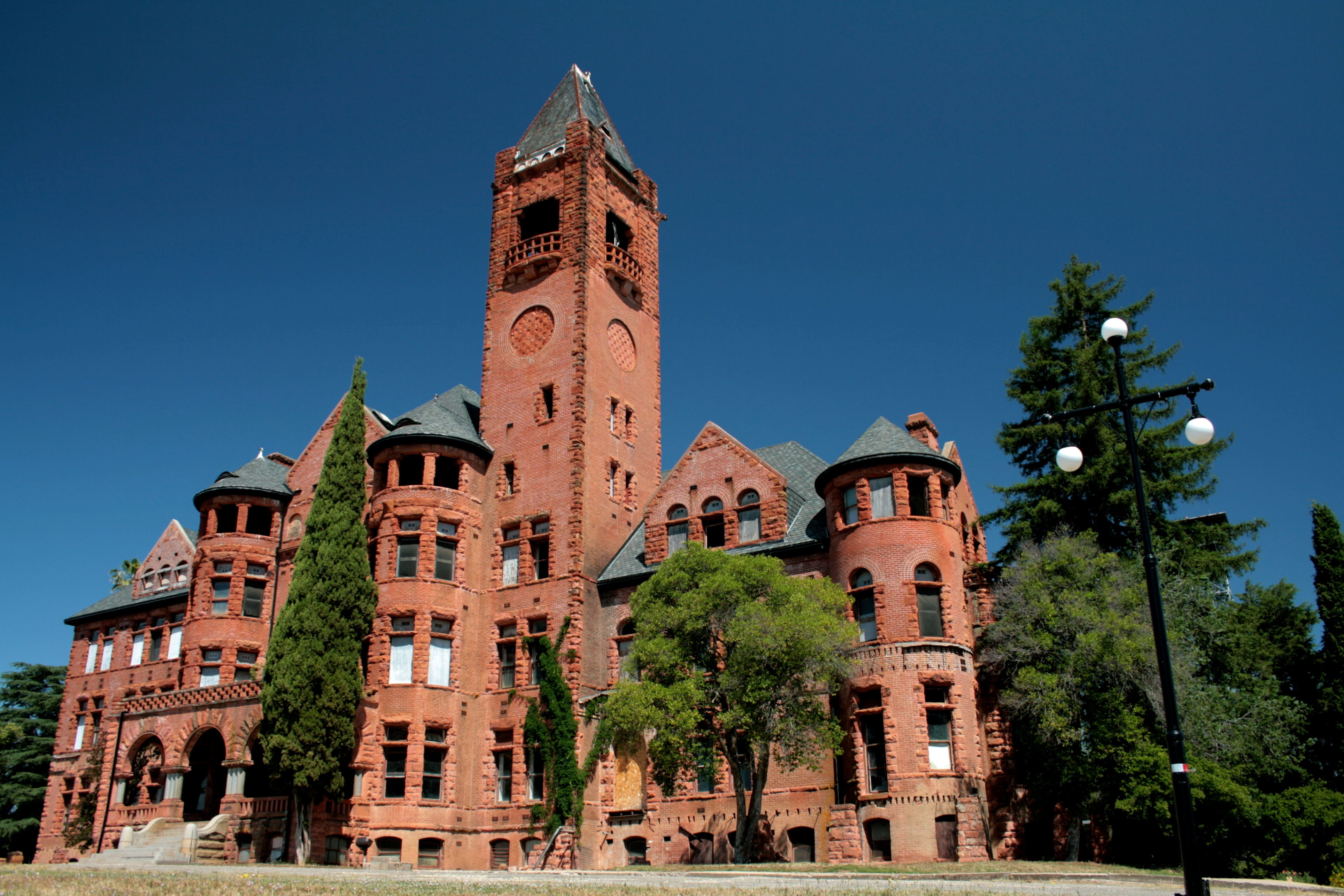
Preston Castle in Ione

Der Name der Stadt wird Thomas Brown zugeschrieben, der den Namen nach Ione, einer Figur aus Edward Bulwer-Lytton, 1. Baron Lyttons Roman The Last Days of Pompeii (Die letzten Tage von Pompeji) gewählt hatte. Vorher war sie unter den Namen Bedbug und Freezeout von Goldsuchern während der Zeit des Kalifornischen Goldrauschs (California Gold Rush) bekannt. Zu dieser Zeit war die Stadt ein Umschlagplatz für verschiedene Güter. Da in der Nähe Gold gefunden wurde, wuchs die Stadt schnell. Es wurde auch eine Bahnstation angelegt. Zwischen 1890 und 1894 wurde die Preston School of Industry, besser bekannt als „Preston Castle“, gebaut und zeitweise als Rehabilitationsschule für straffällige Jugendliche genutzt. Momentan werden daran Renovierungsarbeiten durchgeführt. Der berühmte Jazz-Pianist Dave Brubeck lebte im Jahre 1998 in Ione und widmete dem Preston Castle ein Video mit dem Titel A Castle's Song, dessen Erlös für die Restaurierung verwendet wird.